# Lupta de la Răstolița (1916)
Lupta de la Răstolița a fost o acțiune militară de nivel tactic, desfășurată pe Frontul Român, în timpul campaniei din anul 1916 a participării României la Primul Război Mondial. Ea s-a desfășurat în perioada 11/24 septembrie - 15/28 septembrie 1916 și a avut ca rezultat ocuparea defileului Mureșului superior de către trupele române, în ea fiind angajate forțe române din Divizia 14 Infanterie română și forțe ale Puterilor Centrale din Divizia 61 Infanterie austro-ungară. A făcut parte din acțiunile militare care au avut loc în operația ofensivă în Transilvania.:p. 257

## Comandanți

### Comandanți români
- General Paraschiv Vasilescu

### Comandanți ai Puterilor Centrale
- General Konrad Grallert von Cebrów